# Eugen Binder von Krieglstein
Eugen Sigismund Gustav Reichsfreiherr Binder von Krieglstein (* 6. Juli 1873 auf Schloss St. Georgen an der Stiefing in der gleichnamigen Gemeinde in der Steiermark; † 17. September 1914 im galizischen Sieniawa) war ein österreichischer Kriegsberichterstatter und Reiseschriftsteller. Teilweise schrieb er auch unter den Namen Eugen Krieglstein und Eugen Binder-Krieglstein.

## Leben

### Kriegsberichterstatter
Von Krieglstein stammte aus der österreichischen Adelsfamilie Binder von Krieglstein. Er wurde am 6. Juli 1873 als Sohn des Gutsbesitzers und Freiherrn Karl Wendelin Binder von Krieglstein (* 9. Februar 1841) und dessen Ehefrau Auguste (geborene Schubert; * 1. Juni 1843) auf dem Familiensitz auf Schloss St. Georgen an der Stiefing in der gleichnamigen steirischen Gemeinde geboren und am 10. Juli 1873 auf den Namen Eugen Sigismund Gustav getauft. Sein Bruder Karl Freiherr Binder von Krieglstein (1869–1905) war der erste österreichische Offizier im preußischen Generalstab, verfasste einige bedeutende militärhistorische Werke und starb ebenfalls in noch jungen Jahren.
Er besuchte ein Grazer Gymnasium als Privatist und absolvierte danach die Infanterie-Kadettenschule in Liebenau. Nach zweijähriger Dienstzeit in einem Feld-Jäger-Bataillon im siebenbürgischen Hermannstadt wurde er 1896 aus der Armee entlassen; die Gründe dafür sind ungeklärt.
Von 1897 bis 1914 nahm v. Krieglstein als Kriegsberichterstatter an insgesamt 17 Feldzügen, Revolutionen und Expeditionen teil. 1897 berichtete er für das Wiener Fremden-Blatt über den türkisch-griechischen Krieg auf Kreta. Seine Parteinahme für die Türken führte zur Gefangennahme durch die Griechen. Aufgrund diplomatischer Vermittlung kam er wieder frei; er arbeitete danach kurzzeitig für das Pressebüro des türkischen Außenministeriums in Konstantinopel. In den Jahren 1897/98 schrieb v. Krieglstein als Zeitungskorrespondent über den Revolutionär Cipriano Castro in Venezuela und 1898 über den Spanisch-Amerikanischen Krieg. Am 14. Juli 1898 heiratete er in der Münzgrabenkirche in Graz eine Valeria Maria Konstantia Anna Negrea de Posorit (* 6. August 1876).
In den Jahren 1900/01 nahm er als Kriegsberichterstatter am Boxeraufstand in China teil, 1906 an der russischen Revolution in der Mandschurei, 1911/12 am Krieg zwischen der Türkei und Italien um Tripolitanien sowie 1913/14 an der Revolution in Mexiko. Bei Ausbruch des Ersten Weltkrieges kehrte er nach Österreich zurück und trat wieder in die Armee ein. Bereits am 20. November 1908 war er aus der römisch-katholischen Kirche ausgetreten. Er starb im September 1914 im galizischen Sieniawa, wo sein Dragonerregiment stationiert gewesen war.
Als Kriegskorrespondent schrieb v. Krieglstein z. B. für die Vossische Zeitung (Berlin), die Tägliche Rundschau (Berlin), den Hannoverschen Anzeiger, die Frankfurter Zeitung, den General-Anzeiger in Elberfeld-Barmen, die Nordbayerische Zeitung (Nürnberg), die Württemberger Zeitung (Stuttgart), Bohemia (Prag), das Wiener Fremden-Blatt und die Meraner Zeitung. Neben seinen journalistischen Arbeiten hielt er auch Vorträge über seine Kriegserfahrungen, die er mit eigenen Lichtbildern illustrierte. Seine Teilnahme am Boxeraufstand in China verarbeitete er in seinem 1902 publizierten Buch Die Kämpfe des Deutschen Expeditionskorps in China.

### Schriftsteller
Das erzählerische Werk v. Krieglsteins umfasst Reiseerzählungen und kurze Reiseromane, die Titel wie Nazmi Bey, Madame Helene, Kyrios Borumis, Das Weib des Tscherkessen, Tuan-fu-tscheng (Mein Diener Karl), Lady Doctor, Der Sumpf Charbin und Atsumi Shibato tragen und in mehreren Erzählungsbänden – teilweise posthum – publiziert sind.
Beim zeitgenössischen Publikum waren seine Erzählungen und Romane beliebt. Sie wurden auch von Autorenkollegen geschätzt, z. B. von Peter Altenberg, Hanns Heinz Ewers und Kurt Tucholsky.
Anderthalb Jahrzehnte nach v. Krieglsteins Tod wurde eine Neuausgabe seiner Werke Aus dem Lande der Verdammnis und Zwischen Weiss und Gelb in die von Thomas Mann und Hermann Georg Scheffauer herausgegebene Reihe Romane der Welt aufgenommen.

## Werke (Auswahl)

### Kriegsberichterstattung
- Die Kämpfe des Deutschen Expeditionskorps in China und ihre militärischen Lehren. Verlag Ernst Siegfried Mittler und Sohn, Berlin 1902 Digitalisat
- Regensburg 1809 Digitalisat

### Erzählungen, Kurzromane
Selbstständige Veröffentlichungen
- Aus dem Lande der Verdammnis. Deutsches Verlagshaus Vita, Berlin-Charlottenburg, 1. Aufl. 1909, 2. Aufl. 1910. Neuausgaben: Reihe Romane der Welt, hrsg. von Thomas Mann und Hermann Georg Scheffauer, Verlag Th. Knaur Nachf., Berlin 1927 (mit einem Geleitwort von Hanns Heinz Ewers); Schreitersche Verlagsbuchhandlung, Berlin (ohne Jahr, um 1930)
- Zwischen Weiss und Gelb. Neue Erzählungen aus dem Lande der Verdammnis. Deutsches Verlagshaus Vita, Berlin-Charlottenburg 1909. Neuausgaben: Reihe Romane der Welt, hrsg. von Thomas Mann und Hermann Georg Scheffauer, Verlag Th. Knaur Nachf., Berlin 1927; Schreitersche Verlagsbuchhandlung, Berlin (ohne Jahr, um 1930)
- Geschichten aus der Wüste. Verlag Georg Müller, München 1918
- Atsumi Shibato. Lutz Kriminal- und Detektivromane, Verlag Robert Lutz, Stuttgart, 2. Aufl. 1922

Veröffentlichungen in Sammelwerken
- Tuan-fu-tscheng. In: Rolf Bongs: Das Buch der Abenteuer. Verlag Georg Müller, München 1913, S. 77–170 (mit einer Illustration der Erzählung von Adolf Uzarski)
- Atsumi Shibato. In: Rolf Bongs: Die Jagd auf Menschen. Eine Sammlung der spannendsten Detektivgeschichten. Verlag Georg Müller, München 1920, S. 175–274 (mit zwei Illustrationen der Erzählung von Max Schwarzer)